# Härad
Härad is een plaats in de gemeente Strängnäs in het landschap Södermanland en de provincie Södermanlands län in Zweden. De plaats heeft 494 inwoners (2005) en een oppervlakte van 57 hectare. Vlak langs de plaats loopt de Europese weg 20 en ongeveer zeven kilometer ten westen van de plaats ligt de stad Strängnäs. Härad grenst aan een baai van een inham van het Mälarmeer en wordt omringd door zowel bos als landbouwgrond.